# Florence (Washington)
Florence az Amerikai Egyesült Államok északnyugati részén, Washington állam Snohomish megyéjében elhelyezkedő önkormányzat nélküli település.
Florence postahivatala 1884 és 1949 között működött. A település névadója egy nő, akibe az egyik postamester szerelmes volt.
Mivel a közeli Stanwood lett a térség kereskedelmi központja, Florence jelentéktelenné vált.

## Fordítás
- Ez a szócikk részben vagy egészben  a   Florence, Washington című angol Wikipédia-szócikk ezen változatának fordításán alapul.  Az eredeti cikk szerkesztőit annak laptörténete sorolja fel. Ez a jelzés csupán a megfogalmazás eredetét és a szerzői jogokat jelzi, nem szolgál a cikkben szereplő információk forrásmegjelöléseként.